# HOKKAIDO STARTUPS SELECTION
『HOKKAIDO STARTUPS SELECTION』（ホッカイドー・スタートアップ・セレクション）は、2022年7月から2023年3月までSTVラジオなどで放送されていたラジオ経済番組。

## 概要
関東圏で放送されてきた『STARTUPS SELECTION TOKYO』の北海道版としてスタートアップ起業家を取り上げる地域情報番組。
この番組は、スタートアップ起業家をゲストに招き、ビジネスの裏側や成功の秘訣についてざっくばらんに聞いていくビジネス・トーク・バラエティ。

## 放送時間
2023年3月終了時点の放送時刻。
| 放送地域 | 放送局    | 放送時間         | 備考 |
| -------- | --------- | ---------------- | ---- |
| 北海道   | STVラジオ | 日曜 6:15 - 6:30 |      |

## パーソナリティ
- 中野笑野
- 漆畑慶将

## 関連番組
- STARTUPS SELECTION TOKYO - 2021年から東京のコミュニティFMの一部で放送されている番組。ここでの番組構成などを元にして北海道版にカスタマイズして展開している。ただし、STARTUPS SELECTION TOKYOは30分番組である。
- SETOUCHI STARTUPS SELECTION - 2022年から広島県のRCCラジオで放送されている番組。ただし、SETOUCHI STARTUPS SELECTIONは15分番組であるため、2週でゲストを1人紹介するなど番組構成を瀬戸内版にカスタマイズして展開している。
- TOHOKU STARTUPS SELECTION - 2023年から宮城県の東北放送で放送されている番組。
- CHUBU STARTUPS SELECTION - 2023年から愛知県のCBCラジオで放送されている番組。